# BuddyPress
BuddyPress é um software de rede social, livre e de código aberto, de propriedade da Automattic desde 2008. É um plugin que pode ser instalado no WordPress hospedado, para transformá-lo em uma plataforma de rede social. O BuddyPress permite escolas, empresas, times esportivos ou qualquer outro tipo de comunidade a manter a própria rede social ou ferramenta de comunicação.
O BuddyPress mantém e amplia os elementos do sistema WordPress, incluindo temas, plugins e widgets. Assim como o WordPress, é escrito usando as mesmas linguagens, PHP e MySQL.

## Características
O BuddyPress possui um leque de recursos voltados à criação de aplicações para redes sociais.
A instalação básica do software oferece:
- Fluxo de atividades;
- Perfis de usuários;
  - Opções para adicionar campos personalizados para preenchimento de perfis;
  - Envio de avatar.
- Criação de grupos;
  - Fóruns de discussão para grupos (através do plugin bbPress);
  - Rede e logotipo para cada grupo.
- Rede de amizade;
  - Mensagens.
- Tema;
- Blogs para cada usuário (se o recurso de rede do WordPress for ativado).

O recurso de fóruns de discussão para grupos funciona através do software bbPress. A partir da versão 1.1 , o bbPress é integrado no BuddyPress, permitindo a integração de sistema de fórum.

## Lançamentos principais
| Versão | Data                    |
| ------ | ----------------------- |
| 1.0    | 30 de abril de 2009     |
| 1.1    | 30 de setembro de 2009  |
| 1.2    | 16 de fevereiro de 2010 |
| 1.5    | 21 de setembro de 2011  |
| 1.6    | 6 de agosto de 2012     |
| 1.7    | 8 de abril de 2013      |

Esta tabela lista apenas os lançamento principais. O histórico completo de lançamentos pode ser encontrado aqui.
Segundo John Jacoby, líder de desenvolvimento, não houve as versões 1.3 e 1.4 porque já teriam se passado 17 meses desde a primeira versão estável; e o número de correções e modificações desde então é bem alto. A versão 1.5, considerada estável foi lançada em 21 de setembro de 2011.
A versão 1.7 trouxe modificações profundas, sendo a independência de temas específicos; ou o recurso de temas de compatibilidade, sendo o mais importante. Nesta versão, o BuddyPress é capaz de funcionar em qualquer tema WordPress comum.

## Utilizadores
Em língua portuguesa, há o site Cultura Digital, mantido pelo Ministério da Cultura Brasileiro; e o site do Alto Comissariado da Saúde, mantido pelo Ministério da Saúde Português. Outros utilizadores incluem artistas, ONGs, políticos e outros que podem ser acessados no site do WordPress (em inglês), que lista utilizadores com  BuddyPress.
O site oficial e o da comunidade brasileira BuddyPress Brasil também servem para demonstrar o software, exceto que o último não permite registro de novos usuários.